# Udział jeńców wojennych w rozminowaniu Polski

## Geneza
Armia Czerwona po zakończeniu II wojny światowej poszukiwała saperów we wszystkich niemieckich obozach jenieckich, kierując ich następnie do rejonów rozminowywania w okolicach Frankfurtu nad Odrą i Gubina, gdzie od czerwca 1945 rozminowanie prowadziła 1 Brygada Inżynieryjna Specjalnego Przeznaczenia 1 Frontu Białoruskiego. Wielowarstwowe pola minowe, które założono tu w gęstych krzakach nadbrzeżnych, były porośnięte trawą i trzciną. Pola, zarówno niemieckie, jak i sowieckie, pochodziły z trzech minowań: jesiennego 1944, zimowego i wiosennego 1945. Niemieccy saperzy przywożeni w rejony rozminowania udzielali informacji o systemach, rejonach i miejscach minowania. Z zebranych saperów niemieckich utworzono pododdział rozminowania.

## Rozminowywanie Polski przez jeńców niemieckich
W połowie lipca 1945 1 Brygada Inżynieryjna Specjalnego Przeznaczenia zakończyła zasadnicze prace po lewej stronie Odry w rejonie Frankfurtu i Gubina. Pola minowe po prawej stronie Odry i Nysy Łużyckiej rozpoznano, ogrodzono, oznakowano i przekazano komendanturom wojskowym 2 Armii Wojska Polskiego. Wraz z planami pól przekazano 2 Armii WP niemiecki batalion minerów za zgodą szefa sztabu Wojsk Inżynieryjnych 1 Frontu Białoruskiego, generała Eugeniusza Leoszeni. Batalion jeńców składał się z 500 saperów, 8 oficerów (w tym jednego lekarza), podoficerów i szeregowych, zorganizowanych w pięć kompanii po 90 saperów oraz 50 jeńców w plutonie gospodarczym. Według pułkownika Adama Szegidewicza, wówczas dowódcy kompanii w 18 Batalionie Saperów, saperzy wywodzili się z Niemców bałtyckich, znających język rosyjski. Poszczególne kompanie jeńców saperów zostały przydzielone szefom saperów dywizji piechoty 2 Armii WP, jako wsparcie batalionów saperów w rozminowaniu. Saperami jeńcami bezpośrednio kierowali oficerowie i podoficerowie niemieccy. Dowódcami pododdziałów byli Polacy. Po przydzieleniu jeńców do batalionów i przystąpieniu do rozminowania okazało się, że wypadkowość wśród jeńców była wyższa niż w pododdziałach polskich. W 18 Batalionie Saperów w okresie 11–31 sierpnia 1945 straty wśród jeńców wyniosły 4 zabitych i 29 rannych, podczas gdy poza jeńcami było 2 zabitych i 1 ranny. Po analizie okazało się, że znaczna ilość Niemców nie była saperami, zgłosili się jednak do rozminowywania, aby uniknąć sowieckich obozów jenieckich. W pododdziałach przeprowadzono szkolenie i zajęcia instruktażowe z zakresu przeszukiwania terenu i unieszkodliwiania min. Instruktorami szkolenia byli podoficerowie niemieccy. Za wykorzystanie jeńców do rozminowania, szefowi saperów 2 Armii WP pułkownikowi Janowi Gaberowi wyraził podziękowania szef Departamentu Wojskowo-Inżynieryjnego generał Stanisław Lisowski.
3 grudnia 1945 również 5 Brygada Saperów otrzymała na wsparcie batalion jeńców wojennych w sile 369 saperów. Przybyli oni z obozu jenieckiego w Prusach Wschodnich. Jeńców, po przybyciu do brygady, skierowano do 34 Batalionu Saperów w Pułtusku. Żołnierze niemieccy wywodzili się w większości z piechoty. W okresie zimy przeszkolono ich w zakresie techniki poszukiwania min i ich usuwania. Oprócz tego wykonywali prace gospodarcze. Do prowadzenia rozminowania dopuszczono ich wiosną 1946. Batalion jeńców rozdzielono pomiędzy: 34 Batalion Saperów – jedna kompania 56 ludzi, 36 Batalion Saperów – kompania 79 ludzi. Pododdział saperów jeńców otrzymał też 46 Batalion Saperów 15 Dywizji Piechoty. 46 Batalion Saperów brał udział w rozminowaniu Wilczego Szańca. W 47 Batalionie Saperów z Gdańska także zatrudnieni byli saperzy niemieccy. W 5 Pułku Saperów (przemianowana 5 Brygada Saperów) jeńcami kierowali oficerowie i podoficerowie niemieccy, pod nadzorem dowódców pododdziałów – Polaków. Również w 5 Pułku Saperów zanotowano stosunkowo duże straty wśród jeńców. W czasie wiosennego rozminowania 1946 prowadzonego w rejonie: Serock, Pułtusk, Ostrołęka, Łomża i nad Biebrzą straty wynosiły w 34 Batalionie Saperów – 3 zabitych i 9 rannych, 36 Batalionie Saperów – 17 zabitych i 9 rannych. Oprócz tego pododdziały jeńców pracowały nad Biebrzą i Narwią. Pola minowe ustawione nad brzegami tych rzek w czasie wylewów podlegały zalewaniu i zamuleniu. Grubość mułu nad minami dochodziła do 60 centymetrów. Miny maskowała także roślinność. W tym rejonie również polscy saperzy ponosili duże straty. W 1947 kompania jeniecka w 46 Batalionie Saperów straciła 6 zabitych i 2 rannych.

## Podsumowanie
Analiza wypadków pokazała, że jeńców kierowano do najbardziej skomplikowanych prac rozminowania. Pracowali oni w bardzo trudnych warunkach, nie przestrzegali przepisów bezpieczeństwa, zdarzały się wypadki samobójstw i samookaleczeń. Podstawowymi nieprawidłowościami były: nieprawidłowa praca macką saperską, niedokładne sprawdzanie terenu podczas pracy na polu minowym, skupianie się w grupy podczas pracy na polu, wiara w szablonowe i instrukcyjne ustawianie min i wiara w niemiecką dokładność. Rezultaty pracy saperów jeńców oraz poniesione przez nich straty nie zostały odnotowane. Zdjęte i unieszkodliwione miny były wliczane do bilansu batalionów, w których pracowali. Jeńcy niemieccy rozminowywali Polskę do 1947.
W innych krajach takich jak Francja czy Związek Radziecki jeńcy niemieccy byli angażowani w szerokim zakresie. Na terenie Polski nie było niemieckich obozów jenieckich, więc skala wykorzystywania jeńców była znacznie mniejsza.